# Medaglia al valore atletico
La medaglia al valore atletico è un'onorificenza conferita dal Comitato olimpico nazionale italiano.

## Storia
L'onorificenza è stata istituita nel 1933, nel periodo fascista, e veniva concessa per "esaltare i vincitori di competizioni sportive e per suscitare lo spirito di emulazione" (Foglio d'ordini del Partito nazionale fascista 20 dicembre 1933, n.117).

## Classi

### Medaglia d'oro
È concessa agli atleti italiani che abbiano conseguito:
- primati mondiali riconosciuti dalle rispettive federazioni internazionali
- vittorie in campionati mondiali riconosciuti dalle rispettive federazioni internazionali
- il secondo posto in una gara del programma ufficiale dei Giochi olimpici
- risultati agonistici eccezionali in campo mondiale

#### Associazione
Nell'ambito del Comitato olimpico nazionale italiano (CONI) esiste un'associazione alla quale sono iscritti tutti gli sportivi insigniti della medaglia d'oro al valore atletico denominata AMOVA - Associazione medaglie d'oro al valore atletico. Nel gennaio 2006 è stata pubblicata l'enciclopedia degli atleti dalla AMOVA.
Inoltre esiste,  dal 4 Giugno 1986,  anche l’Associazione A.N.S.Me.S. (Associazione Nazionale Stelle al Merito Sportivo) che oggi raccoglie, insieme alle Persone,   Istituzioni,  Enti Sportivi e Società insignite,   sia dal CONI che dal CIP (Comitato Italiano Paralimpico), delle Stelle al Merito Sportivo, delle Palme d’oro, d’argento e di bronzo al Merito Tecnico e dei Collari d’Oro al Merito Sportivo .
Ambedue, l’AMOVA e l’ANSMeS sono riconosciute dal CONI come Associazioni Benemerite. 

### Medaglia d'argento
È concessa agli atleti italiani che abbiano conseguito:
- terzo posto in una gara del programma ufficiale dei Giochi olimpici
- secondo o terzo posto in un campionato del mondo
- primati europei riconosciuti dalle rispettive federazioni internazionali

### Medaglia di bronzo
È concessa agli atleti italiani per:
- essersi classificati dal quarto all'ottavo posto (finalisti) ai Giochi olimpici
- essersi classificati dal quarto al sesto posto in un campionato del mondo
- essersi classificati al secondo o terzo posto in un campionato europeo
- aver conseguito un primato italiano assoluto
- aver vinto un campionato italiano assoluto
- aver rappresentato l'Italia negli sport individuali (almeno dieci volte) o di squadra (almeno venti volte) in incontri internazionali ufficiali assoluti.

A partire dal quadriennio olimpico 2005-2008 ogni atleta che nel corso della stessa stagione possa meritare più di una medaglia al valore atletico, verrà insignito con quella di maggior prestigio accompagnata da un diploma in cui verranno menzionati tutti i titoli sportivi ottenuti nel corso dell'anno.
Possono essere concesse più medaglie al valore atletico, di diverso valore, nel corso della carriera sportiva, fino al raggiungimento del collare d'oro al merito sportivo.

## Faleristica

### 20 dicembre 1933 ― 25 luglio 1943

Medaglia d'oro
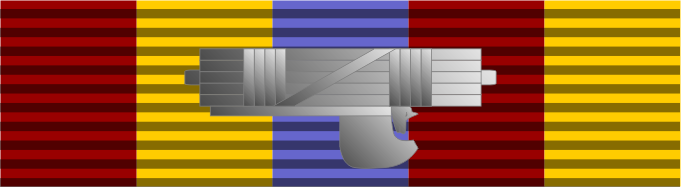
Medaglia d'argento di 1º grado
Medaglia d'argento di 2º grado
Medaglia di bronzo

### 30 maggio 1964 ― 23 marzo 2004

Medaglia d'oro
Medaglia d'argento
Medaglia di bronzo

### 23 marzo 2004 ― 18 dicembre 2014

Medaglia d'oro
Medaglia d'argento
Medaglia di bronzo

### Dal 18 dicembre 2014

Medaglia d'oro
Medaglia d'argento
Medaglia di bronzo